# Pietricaggio
Pietricaggio település Franciaországban, Haute-Corse megyében. Lakosainak száma 32 fő (2022. január 1.). Pietricaggio Perelli, Pianello, Piobetta és Tarrano községekkel határos.

## Népesség
A település népességének változása:
| Lakosok száma | 124  | 100  | 75   | 51   | 36   | 35   | 35   | 34   | 33   | 32   |
|               | 1968 | 1982 | 1990 | 2006 | 2013 | 2015 | 2017 | 2019 | 2020 | 2022 |